# (209540) Siurana
(209540) Siurana est un astéroïde de la ceinture principale.

## Description
(209540) Siurana est un astéroïde de la ceinture principale. Il fut découvert le 23 octobre 2004 à Begues par José Manteca. Il présente une orbite caractérisée par un demi-grand axe de 2,19 UA, une excentricité de 0,15 et une inclinaison de 5,0° par rapport à l'écliptique.

## Compléments